# Tylan Wallace
Tylan Michael Wallace (Fort Worth, 13 maggio 1999) è un giocatore di football americano statunitense che milita nel ruolo di wide receiver per i Baltimore Ravens della National Football League (NFL).

## Carriera

### Baltimore Ravens
Wallace al college giocò a football alla Oklahoma State University. Fu scelto nel corso del quarto giro (131º assoluto) nel Draft NFL 2021 dai Baltimore Ravens. Debuttò come professionista subentrando nella gara del primo turno contro i Las Vegas Raiders. La sua stagione da rookie si concluse con 2 ricezioni per 23 yard disputando tutte le 17 partite, di cui una come titolare.
Nel quattordicesimo turno della stagione 2023 Wallace, sceso in campo al posto dell'infortunato Devin Duvernay, ritornò un punt per 76 yard nel touchdown della vittoria ai tempi supplementari contro i Los Angeles Rams. Per questa prestazione fu premiato come miglior giocatore degli special team della AFC della settimana.

## Palmarès
- Giocatore degli special team della AFC della settimana: 1

14ª del 2023